# Jakub z Bitetto
Jakub z Bitetto wł. Giacomo Illirico (ur. w 1400 w Zadarze; zm. 27 kwietnia 1490 w Bitetto) – Błogosławiony Kościoła katolickiego.

## Życiorys
W 1420 roku mając 20 lat wstąpił do Zakonu Braci Mniejszych. Pracował jako kucharz i jałmużnik. Miał dar uzdrawiania. Szczególnie pomagał biednym. Zmarł w opinii świętości w wieku 90 lat.
Klemens XI zatwierdził kult jako błogosławionego w dniu 7 maja 1701 roku.